# Silnice I/30
Silnice I/30 je silnice první třídy spojující obce Lovosice, Ústí nad Labem a Chlumec, dálnici D8 a silnice I. třídy I/62 a I/13. Jedná se o silnici procházející značnou částí Českého středohoří, lemující železniční trať Kralupy nad Vltavou – Děčín. Silnice měří 32,737 km.
Ačkoli v červnu 2011 byla u Labe postavena povodňová hráz, jejíž součástí je i tzv. protipovodňová vana a jejíž stavba stála 600 milionů Kč, v prosinci 2023 byla silnice zaplavena. Patrně v důsledku technické závady zařízení vany, dle vyjádření ŘSD nejspíše došlo k zadření šroubovice mechanismu zavírací pojistné klapky, která je tak nefunkční.
Dříve byla silnice podstatně delší; vedla už od Horažďovic přes Příbram, Beroun, Kladno a Litoměřice a dále do Ústí nad Labem po levém břehu Labe. Uvedené úseky však byly degradovány na silnice druhých tříd.

## Modernizace silnice
| Číslo | Název                                              | Délka   | Kategorie | Zahájení výstavby | Uvedení do provozu | Křižovatky |
| ----- | -------------------------------------------------- | ------- | --------- | ----------------- | ------------------ | ---------- |
| U81   | Chlumec, křižovatka I/30 x III/25357               | 0,25 km | 9,5/90    | plánováno 2025    | plánováno 2025     |            |
| U83   | Rekonstrukce úrovňové křižovatky Rondel            | —       | —         | plánováno 2026    | plánováno 2027     |            |
| U53   | Ústí nad Labem, dopravní opatření – povodňová hráz | 0,7 km  | 16,5/50   | 03/2009           | 06/2011            |            |